# Élisabeth-Françoise de Habsbourg-Toscane
Pour les articles homonymes, voir Élisabeth d'Autriche.
L'archiduchesse Élisabeth-Françoise-Marie-Caroline-Ignatia-Salvator (27 janvier 1892 - 29 janvier 1930) est la fille aînée de François-Salvator de Habsbourg-Toscane et de Marie-Valérie d'Autriche. Par sa mère, elle est la petite-fille de l'empereur François-Joseph Ier d'Autriche.

## Biographie
Elle est née à Vienne le 27 janvier 1892 de l'archiduc François-Salvator de Habsbourg-Toscane et de son épouse, l'archiduchesse Marie-Valérie, la plus jeune fille de l'empereur François-Joseph Ier d'Autriche.
Elle s'est mariée à Niederwallsee le 19 septembre 1912 avec le comte George von Waldburg zu Zeil und Hohenems (1878-1955). Le mariage était un mariage d'amour et non un mariage politique. En effet George von Waldburg n'avait ni argent ni propriétés, et il avait été engagé comme professeur pour ses frères.
Ils ont eu quatre enfants, trois filles et un fils : 
- Marie-Valérie von Waldburg-Zeil (1913-2011), épouse l'archiduc Georg de Habsbourg-Toscane (1905-1952) en 1936. Il était le fils cadet de l'archiduc Pierre-Ferdinand de Habsbourg-Toscane et de son épouse, la princesse Marie-Christine de Bourbon-Siciles. Ils ont eu neuf enfants.
- Clémentine von Waldburg-Zeil (1914-1941), célibataire et sans descendance.
- Élisabeth von Waldburg-Zeil (1917-1979), célibataire et sans descendance.
- François-Joseph von Waldburg-Zeil (1927-2022), épouse la comtesse Priscilla de Schönborn-Wiesentheid (1934-2019) en 1956. Ils ont eu sept enfants.

L'archiduchesse Élisabeth-Françoise appréciait la peinture, qu'elle-même pratiquait en amateur.
Elle est décédée, à l'âge de 38 ans, d'une pneumonie le 29 janvier 1930. Son mari s'est remarié près de deux ans plus tard, le 29 décembre 1931, avec sa sœur cadette Gertrude.

## Galerie

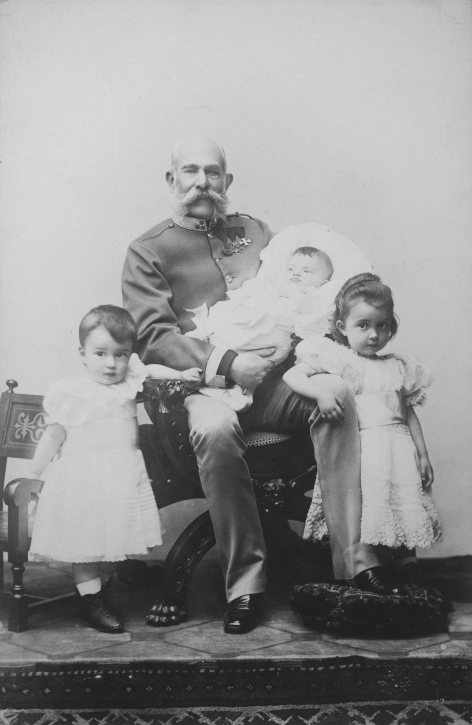
Élisabeth-Françoise avec son grand-père l'empereur François-Joseph et ses frères François-Charles-Salvator et Hubert-Salvator en 1894.
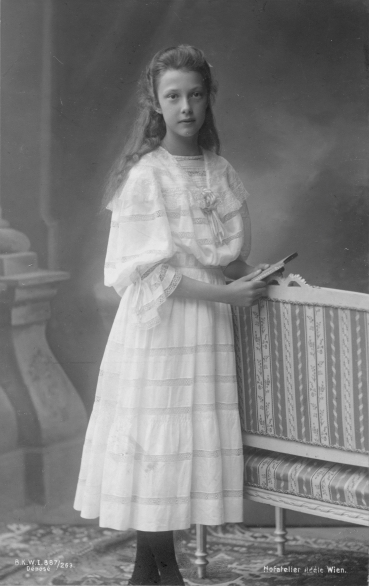
Élisabeth-Françoise en 1901.
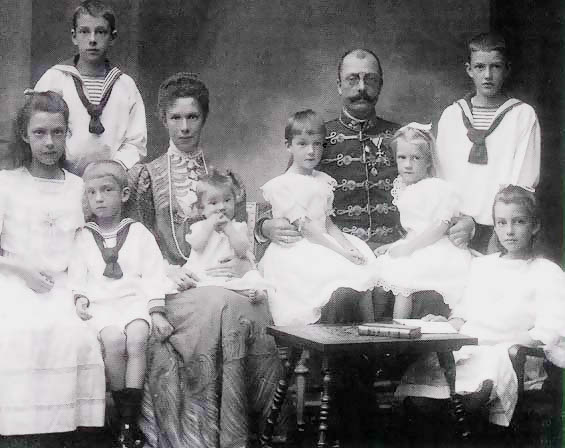
Élisabeth-Françoise (à gauche) et sa famille en 1905.
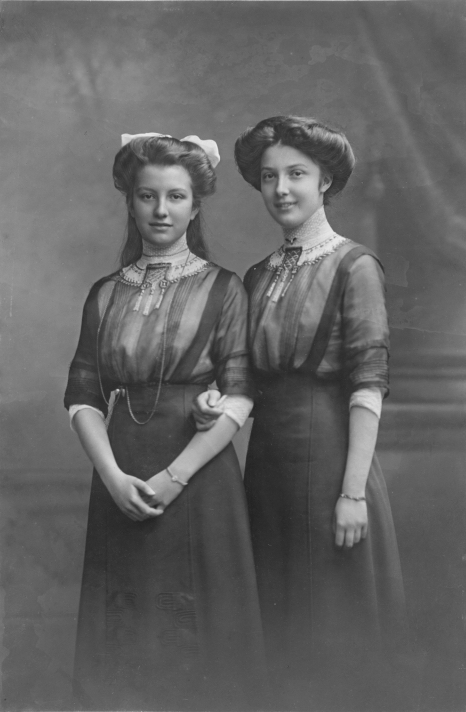
Élisabeth-Françoise et sa sœur Hedwige en 1912.
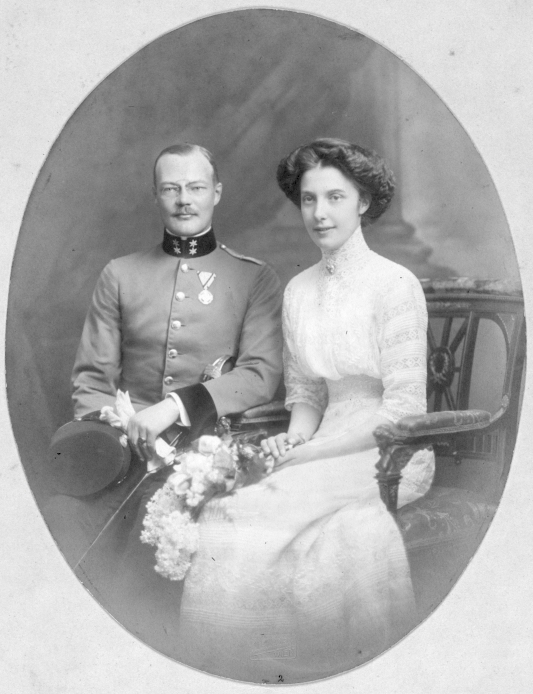
Élisabeth-Françoise et son mari en 1912.